# PIBOR (finance)
Pour les articles homonymes, voir Pibor.
| Sigles de 2 caractères   |
| Sigles de 3 caractères   |
| Sigles de 4 caractères   |
| ► Sigles de 5 caractères |
| Sigles de 6 caractères   |
| Sigles de 7 caractères   |
| Sigles de 8 caractères   |

PIBOR est un acronyme signifiant Paris InterBank Offered Rate, taux de référence du marché monétaire en franc français. Il a disparu le 1er janvier 1999 lors de l'union monétaire et son successeur est l'Euribor, qui l'a automatiquement remplacé dans tous ses usages.